# Marsh One-Day Cup 2021/22
Der Marsh One-Day Cup 2021/22 war die 53. Austragung der nationalen List A Cricket-Meisterschaft in Australien. Der Wettbewerb wurde zwischen dem 22. September 2021 und 11. März 2022 zwischen sechs australischen First-Class-Vertretungen der Bundesstaaten ausgetragen. Im Finale konnte sich Western Australia mit 18 Runs gegen New South Wales durchsetzen.

## Format
Die sechs Mannschaften spielten in einer Gruppe einmal gegen jede andere Mannschaft. Für einen Sieg gab es vier Punkte, für ein Unentschieden oder No Result einen und für eine Niederlage keinen Punkt. Ein Bonuspunkt wurde vergeben, wenn bei einem Sinn die eigene Runzahl die des Gegners um das 1,25-fache überstieg, ein weiterer, wenn sie sogar mehr als das Doppelte des Gegners betrug. Des Weiteren war es möglich, dass Mannschaften Punkte abgezogen bekamen, wenn sie beispielsweise zu langsam spielten. Der Gruppenerste und Gruppenzweite bestritten das Finale.

## Resultate

### Gruppenphase
Tabelle
| Teams             | Sp. | S | N | U | R | NR | BP | Ded | Punkte | NRR    |
| ----------------- | --- | - | - | - | - | -- | -- | --- | ------ | ------ |
| Western Australia | 6   | 4 | 2 | 0 | 0 | 0  | 2  | 0   | 18     | +0.940 |
| New South Wales   | 6   | 2 | 0 | 0 | 0 | 4  | 1  | 0   | 17     | +2.619 |
| Tasmanien         | 6   | 3 | 1 | 0 | 0 | 2  | 1  | 0   | 17     | +0.800 |
| Queensland        | 6   | 3 | 3 | 0 | 0 | 0  | 2  | 0   | 14     | +0.119 |
| South Australia   | 6   | 1 | 4 | 0 | 0 | 1  | 0  | 0   | 6      | −0.503 |
| Victoria          | 6   | 1 | 4 | 0 | 0 | 1  | 0  | 0   | 6      | −2.085 |

### Finale
| 11. März Scorecard | Melbourne (JO) | Western Australia 225-9 (50)          | – | New South Wales 207 (46.3) |
|                    |                | Western Australia gewinnt mit 18 Runs |   |                            |

Western Australia gewann den Münzwurf und entschied sich als Schlagmannschaft zu beginnen. Als Spieler des Spiels wurde Andrew Tye ausgezeichnet.